# 王釆
王采（？—1638年），號拱垣，山西澤州人，明末清初政治人物，同进士出身。

## 生平
崇祯六年（1633年）癸酉科山西鄉試第六十八名舉人，十年（1637年）登丁丑科同进士。禮部觀政，本年授北直隶蠡县知縣，十一年十一月十日城破殉难。

## 家族
曾祖王应道；祖王激，赠平凉知府；父王忠顯，萬曆四年丙子科解元，官清水知縣、平凉知府、陕西按察使，祀乡贤。侄子王绪宏，亦于崇祯甲申死節殉国。